# Список умерших в 1930 году
В этой статье представлен список известных людей, умерших в 1930 году.
- См. также: Категория:Умершие в 1930 году

## Январь
- 3 января — Владислав Городецкий (66) — архитектор, работавший преимущественно в Киеве, а после эмиграции в 1920 году — в Тегеране.
- 3 января — Гульельмо Плюшов (77) — немецкий фотограф, работавший в Италии, работал в жанре гомоэротической фотографии.
- 7 января — Иван Белоусов (66) — русский поэт-самоучка, писатель для детей и переводчик с украинского и белорусского языков; автор мемуаров.
- 15 января — Вячеслав Клочковский (56) — русский, украинский и польский морской военачальник, контр-адмирал русского флота, бригадный генерал Войска Польского, герой Цусимского сражения.
- 15 января — Адольф Мильман — русский художник, участник художественного объединения «Бубновый валет».
- 29 января — Елизавета Франциска Австрийская (38) — старшая дочь эрцгерцога Франца Сальватора Австрийского и принцессы Марии Валерии Австрийской.
- 31 января — Бенедикт Дыбовский (96) — польский и российский географ.

## Февраль
- 1 февраля — Эрнст Бёттихер (87) — немецкий журналист, главным образом известный, как оппонент Генриха Шлимана.
- 7 февраля — Василий (Зеленцов) (59) — епископ Русской православной церкви, епископ Прилукский, викарий Полтавской епархии.
- 11 февраля — Яков Анфимов (77) — русский и советский психиатр и невропатолог.
- 11 февраля — Михаил Слонов (60) — русский певец, композитор и педагог.
- 17 февраля — Александр Головин (66) — российский художник, сценограф, народный артист РСФСР (1928).
- 23 февраля — Йонас Яблонскис (69) — литовский языковед, текстолог, переводчик.
- 25 февраля — Анна Захер (71) — австрийская предпринимательница, владелица венского отеля «Захер».
- 25 февраля — Телемак Ламбрино (51) — германский пианист украинского происхождения.

## Март
- 2 марта — Дэвид Герберт Лоуренс (44) — британский писатель, один из самых известных писателей начала двадцатого столетия.
- 3 марта — Иван Григорович (77) — русский военно-морской и государственный деятель, генерал-адъютант.
- 14 марта — Евгений Иванов (32) — советский политический деятель, председатель Исполнительного комитета Владимирского губернского Совета (1929),
- 14 марта — Раймунд Кайндль (63) — австрийский историк, этнограф, фольклорист, педагог.
- 16 марта — Варлаам Аванесов (45) — советский государственный деятель.
- 17 марта — Семен Загорский — российский экономист.
- 19 марта — Михаил-Вильфред Войнич (64) — деятель революционного движения, библиофил и антиквар.
- 24 марта — Виктор Копп (59) — советский дипломат, участник социал-демократического движения в России.
- 28 марта — Николай Тихомиров — изобретатель, специалист по ракетной технике.
- 31 марта — Гугса Уоле — эфиопский государственный и военный деятель, член эфиопской императорской семьи.

## Апрель
- 5 апреля — Михаил Протодьяконов (55) — российский и советский учёный в области горного дела.
- 8 апреля — Николай Яцук (46) — один из первых русских авиаторов, капитан 2 ранга, первым теоретически обосновал возможность воздушного тарана, профессор.
- 9 апреля — Генрих фон Виттек (86) — австро-венгерский государственный деятель, исполнявший обязанности министр-президента Цислейтании.
- 9 апреля — Иван Рукавишников (52) — русский писатель, поэт-символист Серебряного века и прозаик, переводчик украинской поэзии.
- 11 апреля — Томас Дьюар (66) — английский предприниматель, производитель виски и афорист.
- 14 апреля — Ареф аль-Даджани — мэр города Иерусалим с 1917 по 1918 год.
- 14 апреля — Владимир Маяковский (36) — российский и советский поэт-футурист, драматург, редактор журналов «ЛЕФ» («Левый Фронт»), «Новый ЛЕФ» и «РЕФ»; самоубийство.
- 17 апреля — Головин, Александр Яковлевич (67) — русский художник, сценограф, народный артист РСФСР (1928).
- 21 апреля — Александр Закушняк (51) — советский российский актёр.
- 22 апреля — Джон Питер Расселл — австралийский художник-импрессионист.
- 29 апреля — Израиль Шифман (26) — шахматный композитор.
- 30 апреля — Николай Судзиловский (79) — учёный этнограф, географ, химик и биолог белорусского происхождения; революционер-народник.
- 30 апреля — Владимир Трубин — оперный певец.

## Май
- 1 мая — Мария Тадевосян (27) — русская и советская актриса немого кино.
- 7 мая — Шмуэль Певзнер (51) — писатель, промышленник, делегат первого Всемирного сионистского конгресса.
- 8 мая — Геворг V (83) — Католикос всех армян с 1912 года (род. 28 августа (9 сентября) 1846).
- 13 мая — Фритьоф Нансен (68) — норвежский полярный исследователь, учёный-зоолог, основатель новой науки — физической океанографии, политический деятель, лауреат Нобелевской премии мира за 1922 год.
- 16 мая — Мария Орская (34) — актриса театра и кино польско-еврейского происхождения; самоубийство.
- 21 мая — Сергей Заяицкий (36) — русский поэт, писатель, беллетрист и переводчик.
- 24 мая — Николай Лавриновский (55) — русский государственный и политический деятель, член Государственной думы, сенатор, последний губернатор Лифляндской губернии.
- 24 мая — Антон Шабленко (58) — украинский и советский рабочий-писатель, поэт, публицист, редактор.

## Июнь
- 3 июня — Александр Богомазов (50) — украинский художник, видный представитель и теоретик украинского/русского художественного авангарда.
- 5 июня — Эрик Лемминг (50) — шведский легкоатлет, трёхкратный чемпион летних Олимпийских игр.
- 10 июня — Уильям Эллардайс(68) — британский государственный деятель и колониальный администратор.
- 14 июня — Леонид Ещин (32—33) — русский поэт, журналист.
- 27 июня — Кайхосро Чолокашвили (41) — грузинский князь, военный, один из главный национальных героев современной Грузии.

## Июль
- 7 июля — Артур Конан Дойль (71) — шотландский и английский врач и писатель, автор детективных произведений о Шерлоке Холмсе.
- 8 июля — Джозеф Джордж Уорд (74) — 17-й премьер-министр Новой Зеландии.
- 21 июля — Александр Репрев — русский учёный в области общей патологии, профессор в Харьковском и Томском университетах.
- 22 июля — Александр Самойлов (63) — советский физиолог.
- 24 июля — Рагана Шатриёс (53) — литовская писательница.
- 27 июля — Джордж Джеймс Коутс (60) — австралийский художник.
- 28 июля — Феликс Конопасек — польский композитор и дирижёр.

## Август
- 4 августа — Эдуард Берендтс (69) — российский юрист и экономист; доктор финансового права.
- 7 августа — Роберт Клауен (51) — американский легкоатлет, серебряный призёр летних Олимпийских игр 1908.
- 8 августа — Ланчестон Эллиот (56) — британский борец, гимнаст, легкоатлет и тяжелоатлет, чемпион и призёр летних Олимпийских игр 1896 года; рак.
- 15 августа — Джузеппе Морелло (63) — американский и сицилийский мафиози.
- 26 августа — Дмитрий Цветков (39) — российский и эстонский педагог и лингвист.

## Сентябрь
- 4 сентября — Владимир Арсеньев (57) — выдающийся русский путешественник, географ, этнограф, писатель, исследователь Дальнего Востока.
- 5 сентября — Михаил Вавич — русский артист оперетты (бас), популярный исполнитель романсов, киноактёр.
- 7 сентября — Павел Сакулин (61) — российский и советский литературовед.
- 12 сентября — Амалия Натансон (94) — мать Зигмунда Фрейда.
- 13 сентября — Амди Гирайбай (29) — советский крымскотатарский поэт, историк; расстрелян.
- 20 сентября — Гомбожаб Цыбиков (57) — российский исследователь, первый фотограф Тибета.
- 23 сентября — Анатолий Бонч-Осмоловский (73) — революционер-народник, член организаций «Земля и воля» и «Чёрный передел».
- 29 сентября — Аделаида Больская (66) — русская оперная певица (лирическое сопрано) и вокальный педагог.
- 29 сентября — Илья Репин (86) — русский художник, живописец, мастер портретов, исторических и бытовых сцен; мемуарист, автор ряда очерков, составивших книгу воспоминаний «Далёкое близкое».
- 30 сентября — Юлиан Головинский (35) — сотник Украинской Галицкой Армии.

## Октябрь
- 1 октября — Альберт Фуллвуд (67) — австралийский художник.
- 4 октября — Ольга Косач (78) — украинская писательница, публицист, этнограф.
- 6 октября — Самед Ага оглы Агамалы (62) — азербайджанский и советский политический и государственный деятель.
- 8 октября — Пётр Радзинь (50) — экс-командующий Национальными вооруженными силами Латвии.
- 17 октября — Юлиус Айнёдсхофер (67) — немецкий композитор и дирижёр.
- 18 октября — Евгений Алексеев (61) — российский и советский учёный.
- 20 октября — Юрий Тютюнник (39) — украинский военный деятель, генерал-хорунжий армии Украинской народной республики (УНР).
- 22 октября — Пётр Быков (85) — русский поэт, прозаик, переводчик, историк литературы, известный библиограф.
- 23 октября — Василий Сиповский — русский и советский учёный-филолог.
- 26 октября — Гриша Акопян (11) — председатель одного из первых в Азербайджане пионерских отрядов.
- 26 октября — Владимир Хавкин — бактериолог, иммунолог и эпидемиолог.

## Ноябрь
- 9 ноября — Константин Смирнов (76) — русский генерал.
- 10 ноября — Генри Парланд (22) — финский поэт и прозаик.
- 17 ноября — Николай Остроумов (84) — известный учёный-ориенталист, историк и этнограф.
- 20 ноября — Уильям Голланд (56) — американский легкоатлет, серебряный призёр летних Олимпийских игр 1900.
- 22 ноября — Пауль Рауд (65) — эстонский художник.

## Декабрь
- 10 декабря — Сергей Навашин (72) — русский цитолог и эмбриолог растений.
- 12 декабря — Николай Покровский (65) — российский государственный деятель, последний (при императорском режиме) министр иностранных дел Российской империи, тайный советник.
- 13 декабря — Фриц Прегль (61) — австрийский химик и врач, лауреат Нобелевской премии по химии (1923).
- 17 декабря — Николай Касаткин (70) — русский живописец-реалист.
- 18 декабря — Антоний Филипович-Дубовик (65) — виленский строительный техник и архитектор.
- 24 декабря — Спиридон Дрожжин (82) — русский поэт.